# Hundelev
Hundelev ligger i Vendsyssel og er en lille landsby i Jelstrup Sogn med 214 indbyggere  (2024). Byen hører til Hjørring Kommune og ligger i Region Nordjylland.
Hundelev, der ligger mellem Løkken og Hjørring, har skole, tankstation og brugsforening og blev i 2005 udnævnt til årets børneby i Nordjylland på grund af sit meget aktive foreningsliv.

## Kendte borgere
- Niels Hausgaard[2]
- Ib Grønbech Jensen